# Práxedes Rabat Makambo
Práxedes Rabat Makambo (ur. 10 marca 1965) – polityk i pisarz z Gwinei Równikowej.
Urodził się w Sipolo w kontynentalnej części kraju. Kształcił się w zakresie radiodiagnostyki na Kubie, studiował również nauki polityczne i socjologię na  Universidad Nacional de Educación a Distancia (UNED). Zaangażowany w kształtowanie państwowej polityki zdrowotnej, był sekretarzem stanu ds. zdrowia publicznego oraz wiceministrem zdrowia. Jest członkiem rządzącej Partii Demokratycznej (Partido Democrático de Guinea Ecuatorial, PDGE).
Opublikował szereg książek, w tym Costumbres bengas y de los pueblos vecinos oraz Pueblos desaparecidos de la región del Río Muni (1995). Od 2016 zasiada w krajowej akademii języka hiszpańskiego (Academia Ecuatoguineana de la Lengua Española, AEGLE), wchodzi też w skład kierownictwa tej instytucji. Znany z działalności na rzecz zachowania tradycji miejscowych grup etnicznych przynależnych do szerokopojętej kultury Bantu. Dwukrotnie otrzymał Nagrodę 12 października przyznawaną przez Centro Cultural Hispano-Guineano w stołecznym Malabo.